# Justicia restaurativa
La justicia restaurativa, también llamada justicia reparadora o justicia compasiva, es una forma de pensar la justicia cuyo foco de atención son las necesidades de las víctimas y los autores o responsables del delito, y no el castigo a estos últimos ni el cumplimiento de principios legales abstractos. A menudo se usa el término «ofensores-as» como concepto alternativo al de «delincuentes» o «criminales», pues la justicia restaurativa intenta evitar estigmatizar a las personas que hayan cometido un delito. También se prefiere el término «ofendidos-as» en lugar del de «víctimas», y considera que siempre hay un tercer componente a tener en cuenta en el conflicto y su gestión: «la comunidad cercana».   
Como modelo de justicia tiene su origen no en los sistemas o modelos jurídicos occidentales sino en los conocidos como de «Chthonic law» o derechos autóctonos, aunque desde los años 70 del siglo XX se ha empezado a usar por los países del centro, específicamente su uso inició en Canadá y se ha abierto un espacio importante en los sistemas jurídicos de corte occidental.   
En un proceso de justicia restaurativa, las personas involucradas en un hecho resuelven de manera colectiva cómo lidiar con las consecuencias de la ofensa y sus implicaciones futuras. Las víctimas juegan un rol activo en el proceso, mientras se anima a los «ofensores» a asumir la responsabilidad de sus acciones y reparar el daño que han hecho. Esto puede hacerse mediante un pedido de disculpas, la devolución de algo robado, dar un servicio a la comunidad, etc. La justicia restaurativa brinda también ayuda a los «ofensores» para evitar futuras ofensas. Está basada en una teoría de justicia que considera al delito como una ofensa contra un individuo o la comunidad más que como una ofensa contra el Estado y sus normas. Fomentando el diálogo entre víctimas y «ofensores», la práctica de justicia restaurativa logra un gran grado de satisfacción entre las víctimas así también como que los «ofensores» asuman sus responsabilidades.
Howard Zehr, profesor en la Universidad Menonita de Harrisonburg, ha sido un pionero de este enfoque, sobre el que ha publicado diversos estudios. Marshall Rosenberg y Dominic Barter se cuentan también entre los mayores defensores de la justicia restaurativa y han mostrado a través de sus prácticas los resultados de esta forma de justicia en contraposición a la justicia punitiva.   
Suele señalarse como la primera sentencia que aplicó criterios de Justicia Restaurativa la emitida en 1974 en Ontario, Canadá, en el caso Elmira, por medio de la cual un juez canadiense impulsó el encuentro entre dos jóvenes acusados de vandalismo y las víctimas de sus delitos.

## Definición y características
Según John Braithwaite, la justicia restaurativa es «un proceso en el cual todas las personas afectadas por una injusticia tienen la oportunidad de discutir cómo han sido afectadas por ella y decidir qué debe hacerse para reparar el daño. Porque el delito hace un daño, en un proceso de justicia restaurativa se intenta que la justicia sane. Por ello, algo central en el proceso son las conversaciones entre aquellos que han sido dañados y aquellos que han infligido el daño».
La justicia restaurativa toma diferentes formas, existiendo una variedad de programas y prácticas, pero todos estos sistemas y prácticas comparten principios comunes. Según este enfoque, las víctimas de un delito deben tener la oportunidad de expresar libremente y en un ambiente seguro y de respeto el impacto que el hecho ha tenido en sus vidas, recibir respuestas a las preguntas fundamentales que surgen de la experiencia de victimización, y participar en la decisión acerca de cómo el ofensor deberá reparar el mal causado. 
Según Van Ness y Strong, son valores centrales de la justicia restaurativa: 
- El Encuentro: consiste en el encuentro personal y directo entre la víctima, el autor u ofensor y/u otras personas que puedan servir de apoyo a las partes y que constituyen sus comunidades de cuidado o afecto.
- La Reparación: Es la respuesta que la justicia restaurativa da al delito. Puede consistir en restitución o devolución de la cosa, pago monetario, o trabajo en beneficio de la víctima o de la comunidad. La reparación debe ir primero en beneficio de la víctima concreta y real, y luego, dependiendo de las circunstancias, puede beneficiar a víctimas secundarias y a la comunidad.
- La Reintegración: Se refiere a la reintegración tanto de la víctima como del ofensor en la comunidad. Significa no solo tolerar la presencia de la persona en el seno de la comunidad sino que, más aún, contribuir a su reingreso como una persona integral, cooperadora y productiva.
- La Participación o inclusión: Consiste en regalar a las partes (víctimas, ofensores y eventualmente, la comunidad), la oportunidad para involucrarse de manera directa y completa en todas las etapas de encuentro, reparación y reintegración. Requiere de procesos que transformen la inclusión de las partes en algo relevante y valioso, y que aumenten las posibilidades de que dicha participación sea voluntaria.

Una definición generalmente aceptada de justicia restaurativa es aquella proporcionada por Tony Marshall: «la justicia restaurativa es un proceso a través del cual las partes o personas que se han visto involucradas y/o que poseen un interés en un delito en particular, resuelven de manera colectiva la manera de lidiar con las consecuencias inmediatas de éste y sus repercusiones para el futuro».
Contempla los siguientes requisitos: 
- el infractor haya reconocido los hechos esenciales de los que deriva su responsabilidad;

- la víctima haya prestado su consentimiento (revocable), después de haber recibido información exhaustiva e imparcial sobre su contenido, sus posibles resultados y los procedimientos existentes para hacer efectivo su cumplimiento;

- el infractor haya prestado su consentimiento; (revocable)

- el procedimiento de mediación no entrañe un riesgo para la seguridad de la víctima, ni exista el peligro de que su desarrollo pueda causar nuevos perjuicios materiales o morales para la víctima; y

- no esté prohibida por la ley para el delito cometido.

## Prohibición de Justicia Restaurativa en España.
Dentro de las medidas legales para la erradicación de la violencia de género, el artículo 44 de la LO 1/2004, de 28 de diciembre, de Medidas para la Protección Integral contra la violencia de género184 introdujo el artículo 87ter en la Ley Orgánica 6/1985, de 1 de julio, del Poder Judicial, cuyo apartado 5 declaraba «prohibida» la mediación en los casos de violencia de género. Con ello, se prohibía un recurso ni previsto ni regulado en el ámbito penal de adultos pero que sí tenía una presencia práctica sobre todo en asuntos laborales, familiares, mercantiles y de consumo.
La Exposición de Motivos de la LO 1/2004 no ofrecía los argumentos para tal prohibición. Suele apelarse a la falta de igualdad entre las partes y a la ineficacia de los métodos restaurativos en situaciones de violencia. 

## Programas y prácticas
La diversidad de prácticas y programas restaurativos incluyen, entre otros, a los Programas de Reconciliación Víctima y Ofensor o VORP (Victim-Offender Reconciliation Programs), desarrollados principalmente en Estados Unidos y Canadá, la Mediación Penal desarrollada en Europa, las Conferencias del Grupo Familiar de Nueva Zelanda, las Conferencias Comunitarias en Australia, los Paneles Juveniles en Inglaterra y Estados Unidos, y los Círculos Comunitarios en Canadá.
Los enfoques de justicia restaurativa intentan reparar los daños causados por un delito, en lugar de perjudicar al delincuente. Dentro de este enfoque se encuentran las Reuniones de Justicia Restaurativa (RJR), en las cuales el delincuente se reúne con las víctimas del delito para discutir el hecho y sus consecuencias. Durante las RJR en persona, los participantes describen su conexión con el delito, las víctimas describen el daño que les causó, y todos los participantes hablan sobre cómo se podría reparar el daño. Se ha planteado comparar los efectos de las RJR con la justicia penal estándar.
Una revisión sistemática de diez estudios, realizados en Reino Unido, Australia y Estados Unidos, concluyó que, en comparación con la justicia penal estándar, las RJR en persona reducen la frecuencia de crímenes posteriores entre delincuentes que están dispuestos a participar en estos programas. Asimismo, las víctimas que participan en las RJR expresan niveles más altos de satisfacción en cuanto al manejo de sus casos, están menos inclinadas a querer buscar venganza, y sufren menos síntomas de estrés postraumático. Por último, las RJR parecen tener una alta eficacia en función de costos, por lo que es recomendable encontrar maneras de aumentar su aplicación.

## Beneficios
Los programas de justicia restaurativa pueden ofrecer a los agresores una oportunidad de:
- Asumir la responsabilidad por la ofensa y entender los efectos de la ofensa en la víctima.

- Expresar las emociones, incluso remordimiento, sobre la ofensa.

- Recibir apoyo para reparar daño causado a la víctima o a un mismo y a la familia.

- Corregir actitudes, restituir o reparar.

- Mostrar arrepentimiento a las víctimas («apologize» en el texto original, que podríamos traducir por pedir perdón en español, sin embargo no tiene el sentido de esperar el perdón de la víctima).

- Restaurar la relación con la víctima en caso de que sea apropiado.

- Conseguir cerrar una etapa («reach closure»).